# Valdemoro
Valdemoro er en by og kommune i det centrale Spanien i Madrid-regionen. Den har et indbyggertal på 83.507 (2024) indbyggere.